# Briefmarkenkatalog
Ein Briefmarkenkatalog erfasst, bewertet, nummeriert und beschreibt alle erschienenen Briefmarken eines bestimmten Landes oder mehrerer Gebiete.

## Historische Entwicklung

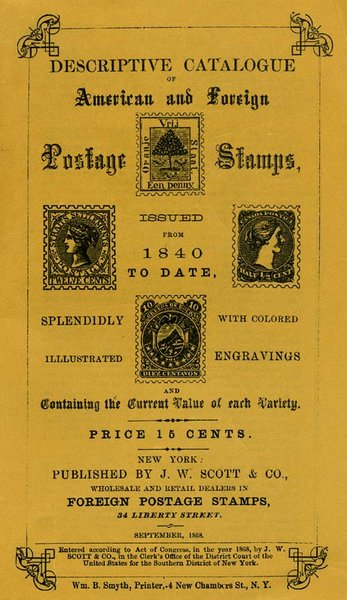
Deckblatt des ersten Scott-Kataloges aus dem Jahr 1868

Die ersten Briefmarkenkataloge entstanden im Jahr 1861. In Frankreich gab der Straßburger Buchhändler Oscar Berger-Levrault am 17. September 1861 ein Briefmarken- und Ganzsachenverzeichnis unter dem Titel Beschreibung der bis jetzt bekannten Briefmarken heraus. Dieser erste Briefmarkenkatalog der Welt besaß noch keine Illustrationen, verzeichnete aber 973 bis dahin erschienene Postwertzeichen der Welt, die dem Buchhändler bekannt waren. Der Briefmarkenkatalog von Berger-Levrault war nicht für die Öffentlichkeit bestimmt und wurde nur in einer Auflage von 40 bis 50 Stück für seinen Freundeskreis hergestellt. Ein Exemplar befindet sich seit 2012 im Besitz des Britischen Museums in London.
Der französische Staatsbeamte Alfred Potiquet kam in den Besitz eines Briefmarkenkataloges von Berger-Levrault und überarbeitete diesen. Potiquet fügte fehlende Briefmarkenausgaben und Bilder hinzu und verbesserte damit Berger-Levraults Katalog. Diese überarbeitete Fassung erschien im Dezember 1861 in Paris als Catalogue des timbres-poste crées dans les divers états du globe. In ihm waren 1080 Briefmarken und 132 Ganzsachen aufgenommen.
Im Jahre 1862 erschienen mehrere weitere Kataloge, unter anderem in England und Belgien. Einer der ersten illustrierten Kataloge stammt vom April 1862: Der Engländer Frederick W. Booty zeigte 200 Abbildungen als einfache Lithografien. Der Zoologe John Edward Gray gab ebenfalls 1862 einen Hand Catalogue of Postage Stamps heraus. Hierbei handelte es sich, ähnlich wie bei Berger-Levrault, um eine Liste aller Postwertzeichen der Welt ohne Abbildungen. Im weiteren Verlauf der 1860er-Jahre kam es zu einer raschen Verbreitung und zur Ausgabe zahlreicher neuer Kataloge.
Schon Ende des 19. Jahrhunderts war die Katalogisierung aller Briefmarken der Welt in einem einzelnen Werk nicht mehr möglich: Es erfolgte eine Aufteilung in mehrere Sammelgebiete, die oftmals wieder in einzelne Bände unterteilt wurden. Dies ermöglichte den Verlagen, sich auf eines oder mehrere Länder zu spezialisieren und diese genauer zu katalogisieren. Mithin entstanden die ersten Spezialkataloge.
Neben den traditionellen Druckwerken gibt es seit Ende des 20. Jahrhunderts auch elektronische (CD-ROM) und Online-Kataloge, die meist kostenpflichtig angeboten werden. Im Sinne von Web 2.0 versuchen sich auch verschiedene Portale als kostenlose Online-Kataloge zu etablieren.

## Arten von Briefmarkenkatalogen
Viele Verleger von Briefmarkenkatalogen geben sowohl Jugend-, Standard- als auch Spezialkataloge heraus. Einige Verlage, wie beispielsweise Scott, Stanley Gibbons, Yvert-et-Tellier oder Schwaneberger (Michel), geben Standardkataloge der ganzen Welt heraus.

### Standardkatalog
Ein Standardkatalog ist ein Briefmarkenkatalog, der die Briefmarken einzelner (oder mehrerer) Länder in vereinfachter Form nach Ausgabedatum sortiert aufführt und bewertet. Er verschafft dem Ländersammler und dem philatelistischen Anfänger einen brauchbaren ersten Überblick über sein Sammelgebiet. Viele Besonderheiten und Abarten der Briefmarkenausgaben werden jedoch kaum erwähnt – dies bleibt den Spezialkatalogen vorbehalten. Durch die Vereinfachung und größere Verbreitung werden Standardkataloge meist preiswerter angeboten als die wesentlich umfangreicheren Spezialkataloge. Eine billigere Art des Standardkatalogs ist der noch deutlich weiter vereinfachte Jugendkatalog.

### Spezialkatalog
Ein Spezialkatalog beschäftigt sich im Gegensatz zum Standardkatalog viel intensiver mit den Briefmarkenausgaben eines bestimmten Sammelgebietes. Dabei wird besondere Rücksicht auf Abarten, Druckmängel, Farbunterschiede, Retuschen, Typunterschiede und ähnliches genommen. Auf Grund des so entstehenden großen Umfangs solcher Kataloge werden einzelne Sammelgebiete (oftmals zeitlich) unterteilt.
Spezialkataloge befassen sich nicht nur mit Briefmarkenausgaben einzelner Länder: Es existieren ebenso Kataloge für die Poststempel eines bestimmten Gebietes oder anderer Sondergebiete, so zum Beispiel Luftpost, Zeppelinpost oder Automatenmarken.
Spezialkataloge werden nicht von allen Verlagen angeboten und (im Gegensatz zur Spielart des Standardkatalogs) meist auch nur für eine kleine Anzahl beliebter Sammelgebiete. Besonders ausführliche Spezialkataloge mit weitreichenden Hintergrundinformationen werden Philatelistische Handbücher genannt.

### Motivkatalog
Der Motivkatalog verzeichnet alle Briefmarken mit einem bestimmten Motiv oder zu einem Themenkreis, beispielsweise Eisenbahnen, Vögel, Sport oder Insekten. Solche Kataloge erfassen teilweise zudem andere philatelistische Objekte, wie zum Beispiel Stempel oder Ganzsachen mit den jeweiligen Motiven.

## Der Aufbau eines Briefmarkenkataloges
In Briefmarkenkatalogen sind alle erschienenen Briefmarken eines Staates oder Gebietes chronologisch fortlaufend aufgeführt und nummeriert. Viele Katalogersteller verwenden dazu eigene, zum Teil sehr komplexe Nummerierungssystematiken. Die Marken werden dabei meist abgebildet und (je nach Ausführlichkeit des Katalogs) in bestimmten Erhaltungsstufen (postfrisch, gefalzt, gestempelt, ersttagsgestempelt, gefälligkeitsentwertet, auf Briefstück, auf Brief) nach Katalogpreisen bewertet. Bei manchen Briefmarken erfolgt eine zusätzliche Einteilung nach weiteren möglichen Unterschieden wie Farbnuance, Papierart, Zähnung, Wasserzeichen, Trennungsart, Druck- oder Plattenfehler.

## Preise in Katalogen
Bei den meisten Briefmarkenkatalogen geben die angegebenen Preise eine Schätzung für die Maximalpreise einer Briefmarke beim Kauf im stationären Einzelhandel wieder. Die in der Realität durchschnittlich bezahlten Beträge bei An- und Verkauf liegen – je nach Beliebtheit und Eigenarten des Sammelgebiets und seines Handels – oftmals weit unter den im Briefmarkenkatalog angesetzten Zahlen. Dies hat zu Kritik an den als marktfern empfundenen Katalogpreisen und damit zu Zweifeln an der Nützlichkeit der Kataloge überhaupt geführt. Sogenannte Nettokataloge versuchen im Gegensatz dazu möglichst reelle Preise ohne Handelsspanne anzugeben.
Die Erhaltung der Marken, zum Beispiel die Güte der Zentrierung, die Vollständigkeit und Ursprünglichkeit der Gummierung bei postfrischen und die Qualität, Lage und Art des Stempels bei gestempelten Marken, beeinflusst die realen Handelspreise. Für die Bewertung besonderer Abstempelungen, etwa Bedarfsstempel kleinerer Berliner Postämter im Sammelgebiet Berlin, eignet sich das Heranziehen des Katalogwerts ohnehin nicht, da dieser die Briefmarke zumeist nur allgemein als gestempelt bewertet. Einige Briefmarkenkataloge, insbesondere philatelistische Handbücher, geben daher keine direkte Preisbewertung an. Sie verwenden teilweise ein Punktesystem, mit welchem die Seltenheit verschiedener Sammlerstücke untereinander verglichen werden kann.
Eine Transparenz, nach welchem System die Preise festgelegt werden, existiert gegenwärtig bei keinem Katalog.

### Auswirkungen der Preisangabe
Die Angabe von Preisen hat auch Auswirkungen auf das Sammelverhalten und die Verfügbarkeit am Markt. Beispielsweise führte die höhere Bewertung sondergestempelter Blocks zur Reaktion der Sammler, sondergestempelte Blocks an den Postschaltern zu kaufen, so dass heute tagesgestempelte Blocks jüngerer Jahrzehnte seltener anzutreffen sind als jene mit aufgedruckten Sonderstempeln.
Die manchmal hohe preisliche Katalogbewertung älterer Briefmarken und Blocks, insbesondere in postfrischer Erhaltung, steht oft in keinem Verhältnis zum reichen Angebot dieser Ware. Andererseits sind häufig bestimmte, sauber tagesgestempelte Briefmarken kaum anzutreffen; hier hemmt ein zu niedrig angesetzter Katalogpreis ein Anbieten auf dem Markt, da potenzielle Käufer durch den realen Handelspreis, der ein Mehrfaches des Katalogpreises betragen kann, abgeschreckt werden können.

## Liste von Briefmarkenkatalogen und Katalogverlagen

### Deutschsprachige Briefmarkenkataloge
- Michel-Katalog (Deutschland) – Schwaneberger-Verlag
- Philex (Deutschland)
- DNK Deutscher Netto-Katalog[10] (Deutschland) – Verlag: Leuchtturm
- Austria Netto Katalog (Österreich)
- PHILOTAX-Katalog (Deutschland)
- Zumstein-Katalog (Schweiz)
- Borek Ganze Welt Katalog (Deutschland)
- DDR-Universalkatalog (DDR 1986) – transpress Verlag für Verkehrswesen Berlin
- Lipsia-Katalog (DDR bis 1990) – Verlag Enzyklopädie Leipzig und transpress Verlag für Verkehrswesen Berlin
- Wrona bzw. Wrona-Goecks (Deutschland; frühere Deutschland-Kataloge, 1930er bis 1950er Jahre)

### Englischsprachige Briefmarkenkataloge
- Stanley Gibbons (Großbritannien)
- Scott-Catalogue (USA)
- Brusden-White (Australien)

### Französischsprachige Briefmarkenkataloge
- Yvert et Tellier (Frankreich)
- Cérès (Frankreich)
- Dallay (Frankreich)
- Zumstein-Katalog (Schweiz)

### Italienischsprachige Briefmarkenkataloge
- Catalogo enciclopedico italiano (Italien)
- Sassone (Italien)
- Unificato (Italien)
- Bolaffi (Italien)

### Briefmarkenkataloge in weiteren Sprachen
- Geuzendam-catalogus (Niederlande)
- Norgeskatalogen (Norwegen)
- Facit (Schweden)
- Domfil (Spanien)
- Pofis (Tschechische Republik)
- Freestampcatalogue.de (Memento vom 31. Dezember 2011 im Internet Archive) (Niederlande)